# خالد بن سعود بن عبد العزيز بن محمد آل سعود
الإمام خالد (الأول) بن سعود الكبير بن عبد العزيز بن محمد آل سعود (توفي 1861م)، أحد أخوة الإمام الأخير للدولة السعودية الأولى عبد الله بن سعود الكبير بن عبد العزيز بن محمد آل سعود. أُخذ مع عدد من آل سعود إلى مصر بعد الحملة المصرية ضد الدرعية عام 1818 م، ثم عاد إلى الدرعية على رأس قوات مصرية بتكليف من والي مصر العثماني محمد علي باشا ليكون قائم مقام لمنطقة نجد، بعد هزيمة فيصل بن تركي بن عبد الله بن محمد آل سعود على يد الحملة المصرية، وذلك عام 1839 م. الا انه لم ينجح ولم يحظَ باحترام المواطنين لمجيئه بتأييد خارجي فثار عليه عبد الله بن ثنيان، قبل أن يعود فيصل بن تركي إلى الحكم عام 1843 م. وقد لجأ خالد بن سعود قبلها إلى الإحساء سنة 1257هـ/1841م بعد أن عين حمد بن عياف أميرًا على الرياض وعمر بن عفيصان قائدًا لحامية الرياض، وأرسل قوة من الإحساء مؤلفة من 300 هجان و 500 راجل لمساندة قوات الرياض في الدفاع عن المدينة، غير أن قوات عبد الله بن ثنيان تمكنت من دخول الرياض والاستيلاء عليها. وبعد سماعه خبر سقوط الرياض بيد قوات الأمير عبد الله بن ثنيان في 1842 ترك خالد بن سعود الإحساء وذهب إلى القطيف ومنها إلى الكويت، ثم غادرها سرًا إلى القصيم ثم إلى مكة المكرمة، فتعاون مع الشريف ابن عون ضد ابن عمه عبد الله بن ثنيان. حيث توفي فيها سنة 1276هـ/1860م. وقد نشر سيف الإسلام بن سعود بن عبد العزيز، أحد أبناء الملك سعود، رواية بعنوان «طنين» عام 2006 تجري أحداثها في تلك الفترة التاريخية من وجهة نظر خالد بن سعود.

## ابنائه
- الأمير تركي بن خالد بن سعود
- الأمير سعود بن خالد بن سعود